# Chiesa di San Martino di Tours (Gorno)
La chiesa parrocchiale di san Martino di Tours è un edificio religioso situato in contrada Villassio, nel comune di Gorno, in provincia di Bergamo.

## Storia

Un panorama di Gorno nel 1920 circa - La chiesa parrocchiale settecentesca (a destra) con la facciata principale rivolta a ovest, punto di incontro delle due mulattiere che la collegavano la contrada di Villassio (le case in alto) e la contrada di Erdeno (le case in basso a sinistra)

La facciata principale della chiesa parrocchiale del Settecento in una fotografia degli anni venti. Si notino le tre sculture sulla sommità, opera dei Fantoni, il portone in pietra e il monumento ai caduti, tutti ricollocati nella nuova chiesa edificata nel 1932

Dettaglio degli affreschi che adornavano gli interni della parrocchia settecentesca in una foto dei primi del novecento

Fin dai primi documenti si può stabilire che la chiesa venne subito dedicata a san Martino di Tours, si ipotizza a causa della presenza di monaci di Tours che avevano ricevuto le terre in dono da Carlo Magno in epoca medioevale e avrebbero influito sull'edificazione di numerose chiese dedicate al santo in Val Seriana.
Il documento più antico presente nell'archivio parrocchiale risale al 7 ottobre 1344 e cita:
Con “presbiter” si indicava l'allora parroco don Alessio Guerinoni, nativo del paese.
La citazione del 1344 si riferisce alla parrocchia di Gorno, ma questa era molto probabilmente la chiesa poi dedicata a San Giovanni, sita nell'omonima contrada, che viene indicata come prima parrocchia del paese.
La prima edificazione di una chiesa in contrada Villassio è riferibile al 1478, data incisa su di una pietra ritrovata nella chiesa parrocchiale settecentesca.
Una descrizione abbastanza accurata della chiesa si ritrova negli atti della visita di monsignor Cesare Pionio, prevosto di San Lorenzo in Milano, in visita a Gorno il giorno 5 ottobre 1575
La descrizione continua con l'elenco degli altari presenti in chiesa, dedicati rispettivamente a san Rocco, santa Lucia, santa Maria e sant'Antonio, e con l'inventario degli oggetti presenti, tra cui quattro calici, dieci pianete (una di velluto verde con croce rossa e una in damasco bianco figurato) e due tabernacoli d'argento.
In un documento redatto da Donato Calvi nelle Effimeri sagro profane di quanto memorabile sia successo in Bergamo, sua diocesi et territorio del 1676-1677 viene riferito che gli altari della chiesa erano aumentati a sei e che oltre alle già presenti confraternite del Santissimo, della Dottrina cristiana e del Rosario, si erano aggiunte quella del Suffragio per i morti e della Visitazione della beata Vergine.
Nei verbali del comune, a partire dall'anno 1763 sono presenti note sulla stabilità della struttura dell'edificio: in particolare in una nota del 1766 si può leggere:

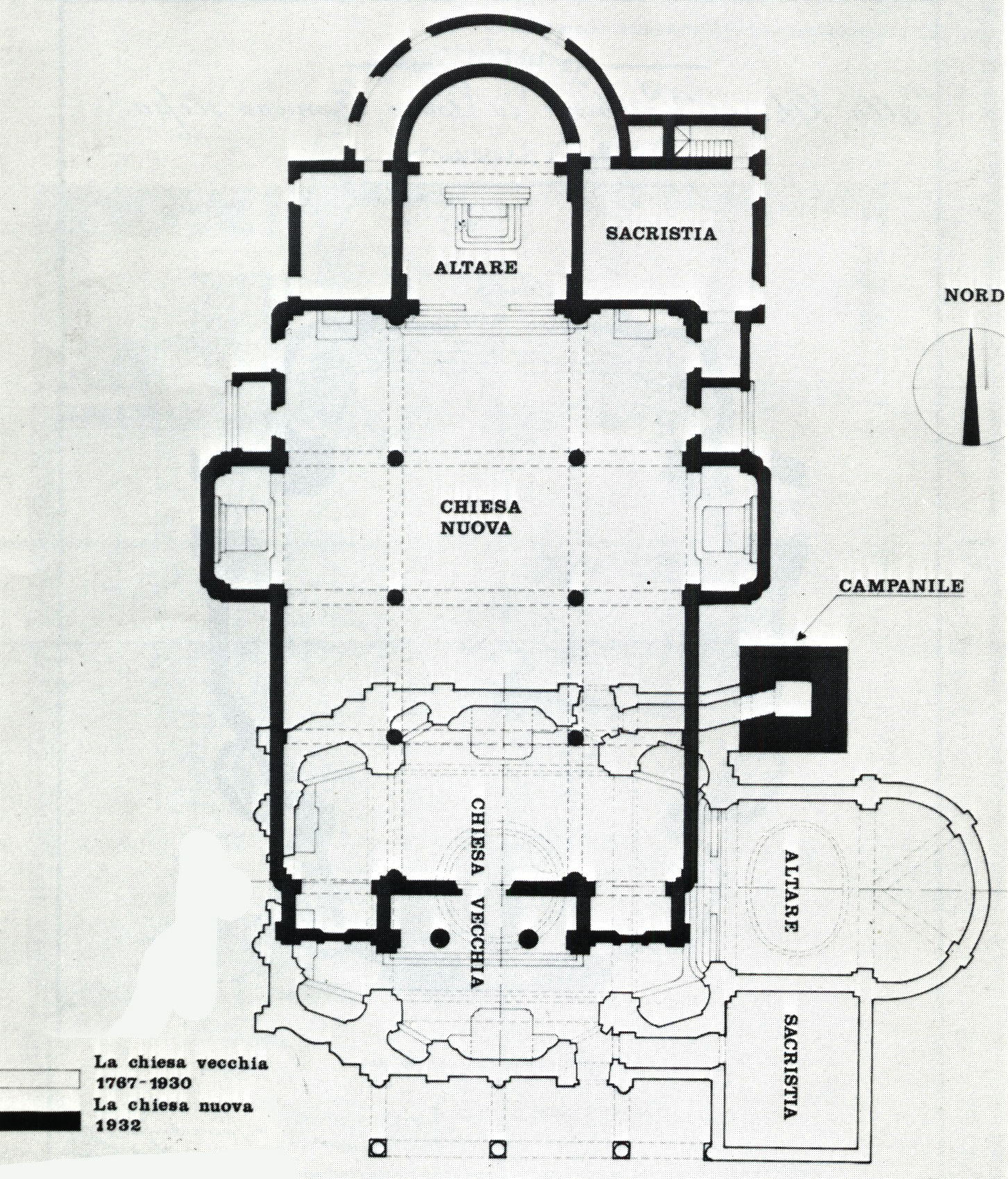
Il confronto della dimensione e posizione dell'edificio tra la piantina della chiesa parrocchiale del Settecento con quella dell'edificio attuale

Fasi della demolizione della Parrocchia settecentesca, 1930

I lavori, quasi ultimati, della costruzione della nuova chiesa parrocchiale, 1931

Si decise quindi di demolire l'edificio per ricostruirne uno nuovo.
Il 4 ottobre 1767 venne posata la prima pietra della nuova chiesa, che fu benedetta ed aperta al culto il 24 novembre 1776.
Il progetto era degli architetti Felice e Tomaso Tognoli di Clusone. Venne decorata con il ricavato delle offerte dei cittadini.
La nuova chiesa si presentava a navata unica con altari laterali. Gli stucchi vennero affidati all'artista di Lugano Pier Antonio Berra; da Lugano proveniva anche il pittore Alessandro Altari, che si occupò degli affreschi delle medaglie. L'altare maggiore, quello dei Morti e quello della Madonna del Rosario (o del Suffragio) furono opera della bottega dei Manni di Rovio e della bottega dei Fantoni, così come fantoniane sono le tre statue presenti esternamente sulla facciata.
Di autore ignoto erano gli affreschi dei quindici Misteri del Rosario, nella nicchia dell'omonimo altare, e i due dipinti delle navate laterali del coro.
Vennero inoltre ristuccati e "risistemati" secondo i nuovi dettami artistici l'altare dei “Quattro Santi” e quello della “Visitazione di Maria a Santa Elisabetta”.
Il 6 giugno 1779, su richiesta dei cittadini di Gorno, la nuova chiesa venne solennemente consacrata da monsignor Gian Paolo Dolfin.
I continui assestamenti del terreno portarono tuttavia a un indebolimento anche del nuovo edificio, fino alla decisione di chiuderlo al culto nel 1925, per poi abbatterlo nel 1930.
Il cantiere della parrocchia si aprì il 14 luglio 1931 e l'edificio venne consacrato dal vescovo di Bergamo Adriano Bernareggi il 23 ottobre 1932.
Alla costruzione della chiesa partecipò anche il comune di Gorno, offrendo alla fabbrica della parrocchia un buon quantitativo di piante resinose, come riportato da una deliberazione del 19 giugno 1930.
Il nuovo edificio, a tre navate, divise da sei grandi colonne, venne progettato dall'ingegnere Federico Rota. Molte delle opere presenti nella precedente chiesa settecentesca (altari, sculture e dipinti) vennero ricollocate all'interno del nuovo edificio e così anche l'organo del Perolini (datato 1771), che venne completamente rimontato; gli affreschi e le decorazioni parietali andarono invece distrutti nella demolizione.
Nuovi affreschi vennero dapprima affidati a Sandro Pinetti e ai fratelli Zappettino nel 1932, ma poi venne totalmente ripreso dal pittore Emilio Nembrini negli anni 1938-1939. Venne realizzato nell'abside l'affresco della Crocifissione e la fila di Santi patroni nel coro.
Nella navata centrale sono presenti affreschi con Scene della vita di Gesù, dipinti nelle centine trasversali, mentre sulle trabeazioni vi sono raffigurati Profeti con frasi bibliche scritte in latino.
Le pareti delle navate laterali sono state affrescate con le Scene della Via crucis e santi, tra cui san Giovanni Bosco, santa Barbara, santa Eurosia e santa Teresa di Lisieux.
Nuovi interventi (tinteggiatura e rifacimento del tetto) si sono avuti nel 1989. Nel 1995 sono state inserite nelle finestre a lunetta della parte più alta della navata centrale sette vetrate colorate che raffigurano i Sette sacramenti. Nel 2000 sono stati rifatti la pavimentazione del presbiterio e l'altare maggiore rivolto ai fedeli.

## Opere d'arte

### Altari

#### Altare maggiore
L'altare maggiore della chiesa parrocchiale, realizzato in marmo policromo, è situato al centro del presbiterio e si eleva su tre gradini in marmo rosso. La struttura portante dell'altare è opera di Pier Giacomo Manni di Rovio, realizzato nel 1776 per la somma di 3015,10 lire, mentre tutte le sculture marmoree sono opera di Francesco Donato Fantoni, realizzate tra il 1776 e il 1786.
La mensa è sostenuta lateralmente da due volute in marmo giallo di Siena, volute, che in dimensione più grande, si ripetono anche ai lati del postergale dell'altare.
Il paliotto, delimitato lateralmente da due piedistalli incorniciati in marmo bianco, è caratterizzato al centro dalla presenza di un medaglione bronzeo che raffigura il Sacrificio di Isacco, inserito in una cornice elaborata in marmo giallo, che sostituì negli anni cinquanta un medaglione ligneo dallo stesso soggetto di scuola fantoniana.
La parte alta dell'altare poggia su tre gradini. Il primo gradino fa da base al tabernacolo a edicola. La struttura marmorea è originaria dell'altare del Settecento ed è caratterizzata da due pilastri affiancati da piccole volute in marmo bianco che incorniciano lo sportello in lamina sbalzata, che invece è del XX secolo. Datate 1776 sono la coppia di testine di putti alate posizionate sopra lo sportello e i due putti marmorei posizionati al di sopra della sommità del tabernacolo, trafugati nell'agosto del 2010.
Al centro dell'altare, poggiato sul terzo gradino, si trova una tribuna espositoria costituita da colonnine in marmo rosso in stile corinzio sormontate da una copertura a cupola caratterizzata da numerose volute in marmo giallo e sulla quale sono posizionati quattro piccoli putti marmorei e un Cristo risorto. Posizionate ai lati delle colonnine vi erano due piccole sculture che raffiguravano l'allegoria della Fede e della Carità, trafugate anch'esse nell'agosto del 2010, mentre a lati estremi dell'altare vi sono due grandi angeli marmorei.

#### Altare dei Morti

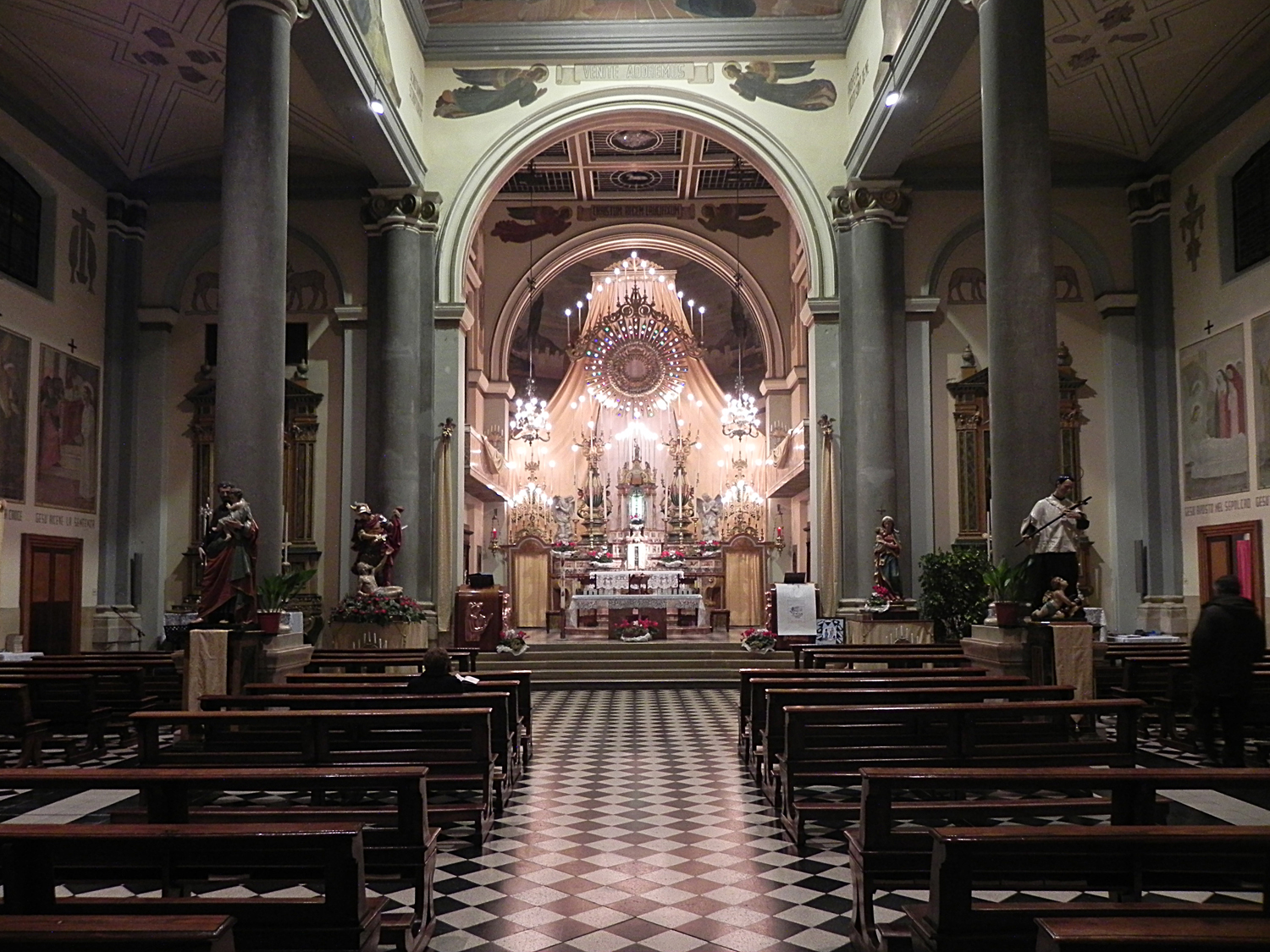
Visione interna della chiesa

La realizzazione di questo altare è opera della bottega di Bartolomeo Manni di Rovio. L'opera è caratterizzata dall'utilizzo principalmente di tre colori di marmo: giallo, verde e nero, quest'ultimo estratto dalla cave di Gorno.
Al centro dell'ancona vi è inserita una tela, sagomata nella parte alta, che rappresenta la Madonna seduta in cielo con Gesù Bambino sormontata da due angeli e Dio Padre, che sovrasta tre angeli che salvano le anime purganti. Ai lati vi sono due colonne che sorreggono una trabeazione dalla linea curva e aggettante.
Al centro della cimasa vi è inserito, in una cornice dorata, un medaglione in marmo nero con la scritta latina [H]IC SUMUS ORANTES PROVOBIS, mentre ai lati vi sono due putti con panneggi dorati.
Nella parte bassa la mensa è sormontata da due gradini (il secondo che funge da base per la soasa-cornice) mentre il paliotto è caratterizzato al centro da una nicchia contenente una scultura in marmo bianco che raffigura tre teschi posizionati sopra un panneggio ed ossa incrociate.

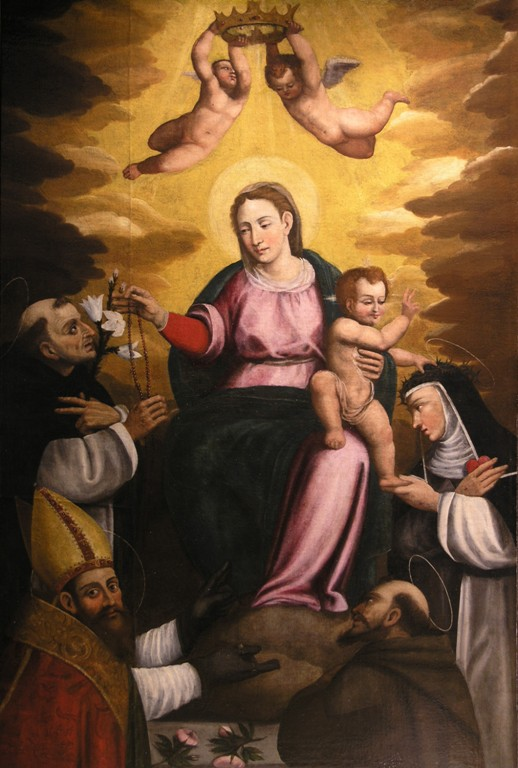
Il dipinto della Madonna del Rosario

Ai lati dell'altare sono esposti due dipinti: a sinistra vi è un'opera del XVI secolo d'ambito lombardo che raffigura "San Martino e il povero" mentre a destra si trova un dipinto di autore ignoto risalente alla prima metà del XVII secolo dedicato alla "Madonna del rosario". Il dipinto, che riprende l'impostazione di un'opera di Enea Salmeggia conservato a Fiorano al Serio, raffigura la Madonna col Bambino al centro del dipinto circondata a sinistra dai santi Domenico e Martino, mentre a destra da santa Caterina da Siena e san Francesco.

#### Altare della Madonna del Rosario
La progettazione e la realizzazione dell'altare sono opera di Donato Fantoni e della sua bottega del 1656. In un secondo tempo, nel 1776, l'altare venne ripreso da Grazioso e Francesco Fantoni.

Al centro dell'ancona dell'altare vi è una nicchia dove è conservata la statua lignea della Madonna del Rosario, datata 1875 circa. Ai lati vi sono quattro imponenti colonne, due per lato, in marmo rosso, sormontate da capitelli dorati in stile corinzio affiancate dalle statue di san Domenico (a sinistra) e santa Caterina (a destra).

Nella parte alta la trabeazione, decorata a dentelli, è disposta su due piani, una aggettante e spezzata e una in un secondo piano coronata da una struttura a timpano triangolare.
Al centro di essa vi sono cinque cherubini con ali dorate ed il monogramma di Maria.

Nella cimasa vi sono due grandi putti caratterizzati da un panneggio dorato e svolazzante tipicamente tardo barocco che sorreggono la corona di Maria, scena comune nelle rappresentazioni iconografiche della Madonna del Rosario, mentre al di sopra di essi vi è un'ulteriore trabeazione dentellata coronata da un secondo timpano, decorata ai lati da due cornucopie dorate.
Nella parte bassa il paliotto è caratterizzato da intarsi marmorei geometrici con al centro un grande medaglione in marmo bianco che rappresenta la Vergine del Rosario contro gli Albigesi.

#### Altare delle Reliquie o della Visitazione di Maria
La parte più antica di questo altare risale al 1478 e faceva parte delle opere della prima parrocchia di Gorno. Venne successivamente aggiornato dall'intervento di Francesco Donato Fantoni nel 1778, con l'aggiunta della mensa e della predella di marmo.
Nella parte bassa vi sono custodite le varie reliquie della parrocchia e un Cristo Morto in legno (di epoca settecentesca), mentre nella parte alta vi è inserito un dipinto di Enrico Albrici, firmato e datato 1774, che raffigura la Visitazione di Maria a sua cugina Elisabetta.

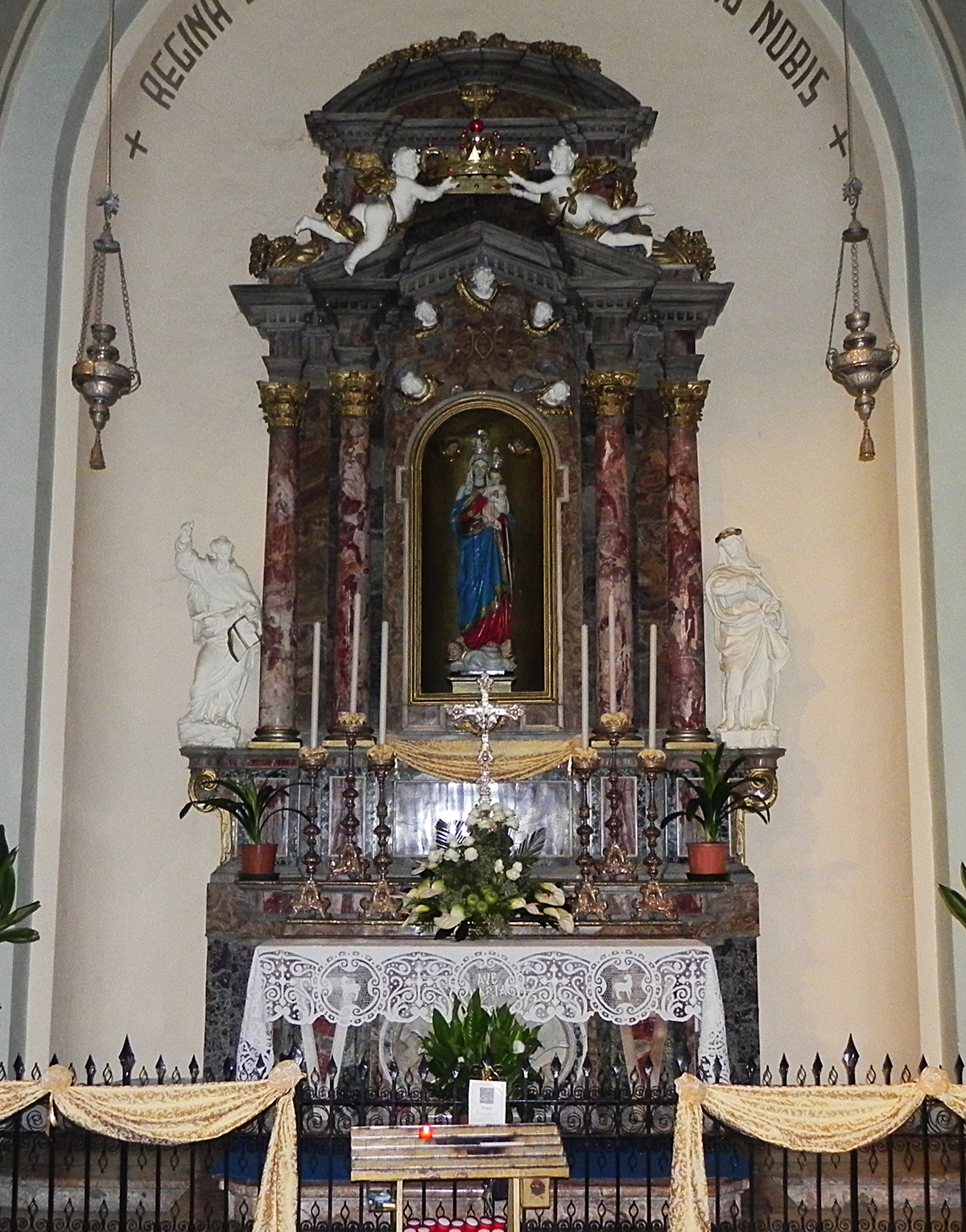
L'altare della Madonna del Rosario

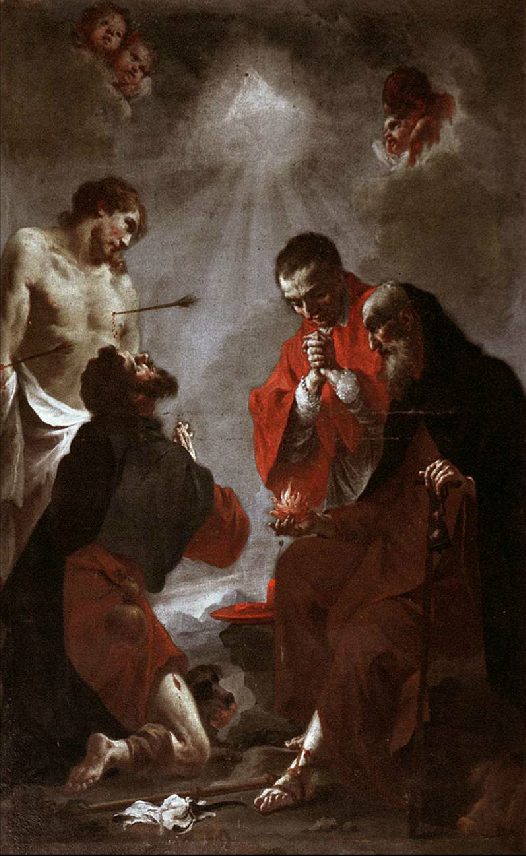
"Quattro Santi" di Francesco Capella, 1760 circa

#### Altare del Sacro Cuore
Anche questo altare proviene dalla precedente chiesa settecentesca è collocato all'inizio della navata di sinistra.

Nella nicchia centrale vi è conservata una scultura che raffigura il Sacro Cuore di Gesù, opera lignea del 1875 circa mentre la parte alta è caratterizzata da un timpano triangolare dentellato.

La mensa è sormontata da un tabernacolo ligneo in parte dorato.

Il paliotto è in marmo policromo ed è caratterizzato da intarsi e lesene a forma di angeli-cariatide, al centro ci è una nicchia contenente reliquie mentre ai lati vi sono due volute a ricciolo in marmo giallo.

#### Altare dei Quattro Santi
L'altare si trova all'inizio della navata di destra, accanto all'ingresso della sagrestia.
La struttura della parte alta dell'ancona è pressoché identica all'altare del Sacro Cuore di Gesù, ma al centro vi è inserita la tela dei Quattro Santi del pittore Francesco Capella che dà il nome all'altare. Realizzata intorno al 1767 venne acquistato dalla parrocchia nel 1780 da un distrutto convento ad Albino. La tela raffigura San Sebastiano, san Carlo Borromeo, sant'Antonio Abate (raffigurato con un maiale) e san Rocco.
Il paliotto presenta una struttura marmorea policroma molto semplice senza particolari decorazioni.

### Sculture
Lungo la navata centrale, a ridosso delle grandi colonne, vi sono le sculture lignee di quattro santi: San Luigi Gonzaga, donata alla parrocchia dai giovani del paese nel 1854, San Giuseppe, eseguita a metà dell'Ottocento e donata alla parrocchia da un certo Cabrini Francesco della contrada Peroli, Sant'Antonio, del 1875 circa e Santa Barbara, del 1930 circa. Le prime tre provengono dalla precedente parrocchia demolita.
Conservato sotto l'altare delle reliquie ed esposto durante la settimana della passione, vi è un Cristo Morto, realizzato in legno, di epoca settecentesca, opera della bottega dei Fantoni.
Di recente realizzazione, da parte di scultori della Val Gardena, sono invece la grande statua di San Martino e il povero (1991), che viene portata in processione durante le solennità del santo, e quella della Madonna col Bambino (2000), entrambe ai lati della scalinata dell'altare maggiore.
Esternamente, sulla sommità della facciata principale, sono presenti al centro un San Martino vescovo e ai lati i Santi Martiri Valerio e Renato, realizzate in pietra da Francesco Donato Fantoni nel 1772.

### Pulpito
Dopo quattro anni dalla benedizione della nuova chiesa, viene inserito nella navata centrale, a fianco delle colonne di destra, il pulpito.
Eseguito dai fratelli Zonca di Bergamo su disegno dell'ingegnere Federico Rota, viene terminato il 12 agosto 1936, e inaugurato con la prima predica tre giorni dopo, il 15 agosto.
L'allora parroco don Giulio Bosatelli dirà
Il pulpito durerà circa trent'anni, visto che dopo il Concilio Vaticano II verrà smontato per ricavarne i due amboni rivolti ai fedeli che sono a lato dell'altare e servono per la lettura del Vangelo.

### Quadri
Oltre alle già citate tele di Francesco Capella e Enrico Albrici, si conservano altre opere, tutte di autori ignoti.
La più antica è uno strappo d'affresco, riportato su tela, che raffigura una Crocefissione con San Giovanni e la Madonna, databile al 1425 circa. Riemerso durante alcuni lavori di ristrutturazione all'interno di una casa privata negli anni '50, venne strappato e successivamente donato alla parrocchia.

Di epoca sei-settecentesca sono invece le opere Gesù che viene presentato al tempio, tela di grandi dimensioni e collocata al di sopra del fonte battesimale (Settecento), Maria che viene presentata al tempio (sempre del Settecento), San Martino e il povero, del Seicento, che veniva utilizzata per le celebrazioni del santo prima dell'acquisto della statua lignea dedicata al santo e una “Madonna del Rosario e Santi” datata intorno al 1650, restaurata.

### Altro
Presente in chiesa, posizionata in fondo alla navata di sinistra, una grande fonte battesimale lignea, proveniente dalla precedente parrocchia settecentesca, mentre negli archivi si elencavano anche due angeli porta ceri in legno policromo e dorato, trafugati agli inizi degli anni novanta e mai più ritrovati.

## L'organo
Le prime notizie riguardanti l'organo della chiesa si hanno all'interno di un documento comunale del 16 agosto 1676, dove in una nota del Consiglio comunale si può leggere:
Non si hanno notizie riguardo alla posa immediata di un organo, ma nel 1771 viene posto uno strumento, realizzato dalla ditta Perolini di Villa d'Ogna.

L'organo durerà circa un secolo, quando nel 1867 si decide si sostituirlo con un nuovo modello della ditta Serassi. Il contratto per la realizzazione venne stipulato il 15 maggio 1867 e a dicembre di quell'anno venne consegnato alla comunità il nuovo organo.

All'epoca della sua realizzazione l'organo disponeva di 1143 canne.

Il vecchio organo dei Perolini venne ritirato dalla ditta Serassi e il costo del nuovo fu di 3100 lire.

Nel 1932 l'organo subì alcune opere di rinnovamento e nel 1933 venne inserito il motorino elettrico per il funzionamento del mantice, sostituendo la manovella.

L'ultimo importante restauro avvenne tra il 1988 e il 1989 dove lo strumento venne ripulito e ristrutturato dall'organaro Alessandro Poli.

## Esterno

### Facciata principale

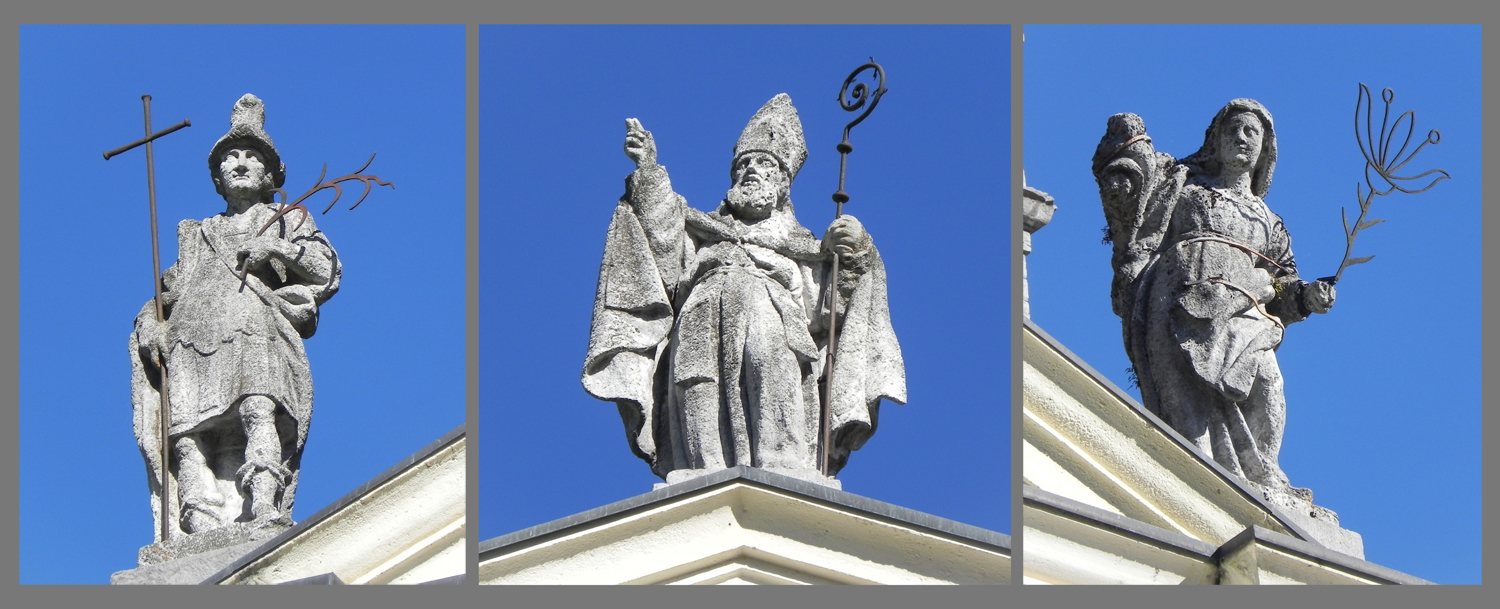
Le tre statue in pietra opera di Francesco Donato Fantoni e datate 1772, che raffigurano San Martino vescovo (al centro) e ai lati i Santi Martiri Valeria (a destra) e Renato (a sinistra)

A differenza della precedente parrocchia settecentesca, che aveva la sua facciata principale verso ovest, in modo che le mulattiere che la collegavano le contrade di Villassio e di Erdeno portassero i fedeli direttamente all'ingresso principale, la nuova costruzione viene edificata verso sud, rivolta verso la vallata.
Architettonicamente è sostenuta da due grandi colonne, mentre l'ingresso resta in un secondo piano, leggermente inserito nell'edificio.
Il portone principale è in pietra, proveniente da Costa Jels, e venne recuperato dalla demolizione della precedente chiesa settecentesca.
Al di sopra della trabeazione delle colonne sono dipinti i simboli dei quattro evangelisti, ovvero il leone, l'aquila, l'angelo e il toro, mentre più in alto, a decorazione della sommità della facciata, vi sono tre statue in pietra di Zeniver opera di Francesco Donato Fantoni e datate 1772, che raffigurano San Martino vescovo e ai lati i Santi Martiri Valeria e Renato.

### Sagrato

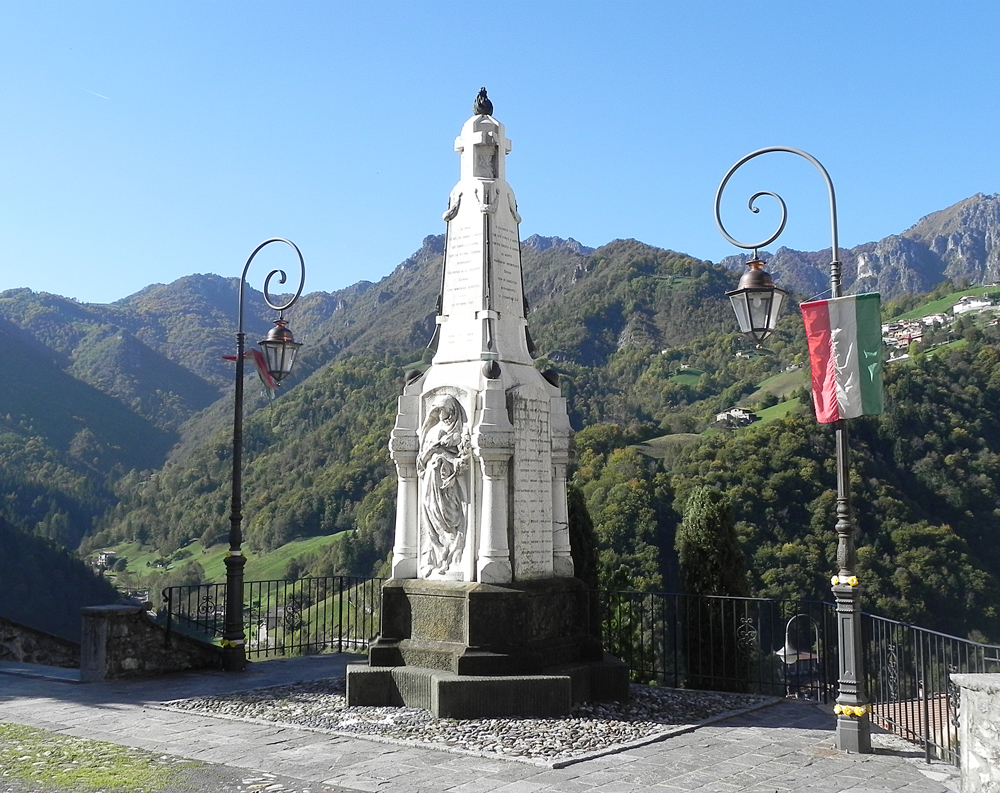
Il monumento ai caduti

Il sagrato della chiesa, in linea con la facciata principale, guarda a sud ed è ricoperto da grandi lastre di pietra locale.
Da qui si parte per scendere all'annesso cimitero o, percorrendo la vecchia mulattiera (anch'essa recentemente recuperata), per scendere a piedi nella sottostante contrada di Erdeno.
Presenti sono il Monumento ai Caduti della prima guerra mondiale, opera dello scultore Carlo Comana ed eretto nell'ottobre del 1921 e il piccolo monumento in marmo dedicato alle associazioni AVIS, AIDO e ADMO, posizionato nel 2002.
Anche il sagrato, come la parrocchia, negli anni ha subito lo smottamento del terreno sulla quale è adagiato.
Si legge in una nota del 6 aprile 1795 del Consiglio Comunale
Un secondo intervento significativo si ebbe nel 1819 quando avvenne la pavimentazione con grosse pietre ricavate dalla vena di pietra locale di Costa Jels.
Nel 2001 si è intervenuti ulteriormente con un grande progetto di restauro e recupero visto che il continuo lento slittamento del terreno portò alla rottura di alcune delle lastre e allo sfalsamento del piano orizzontale.
L'intervento, che ha riportato il sagrato al suo livello originale, ha interessato tutta l'area davanti alla chiesa, con la sostituzione delle lastre rotte e il riposizionamento di quelle integre.

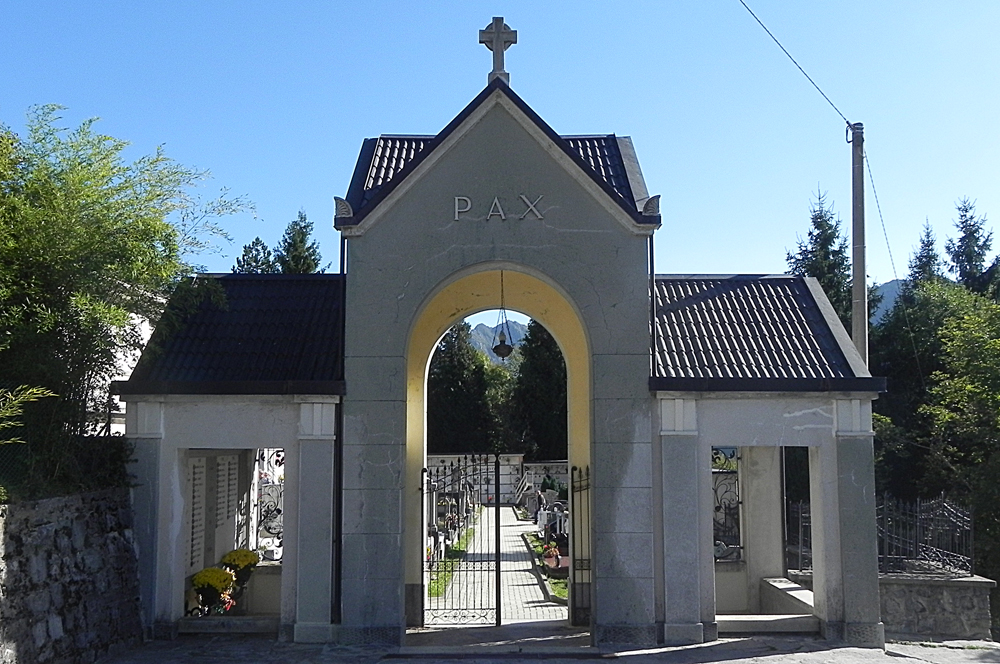
L'ingresso del cimitero

### Cimitero
Il cimitero del comune di Gorno si trova vicino alla parrocchia scendendo una gradinata che si trova a sinistra del sagrato, adagiato ad un livello inferiore del terreno, vicino alla Valle dell'Inferno.
Il decreto napoleonico del 1810 che obbliga la costruzione dei cimiteri al di fuori del paese e delle chiese o sul sagrato di esse, porta alla costruzione del primo cimitero.
Nella chiesa settecentesca infatti erano presenti quattro tombe, poi rimosse con la demolizione e la costruzione della nuova chiesa.
Negli anni il cimitero subì opere di manutenzione: in data 1876 si ebbe il primo ampliamento e uno più consistente avvenne nel 1910, ma fu nel 1951 che il cimitero venne ricostruito a nuovo con l'aggiunta dei colombari e successivamente benedetto dal vescovo di Bergamo Adriano Bernareggi, in data 2 novembre 1952.

## Campanile

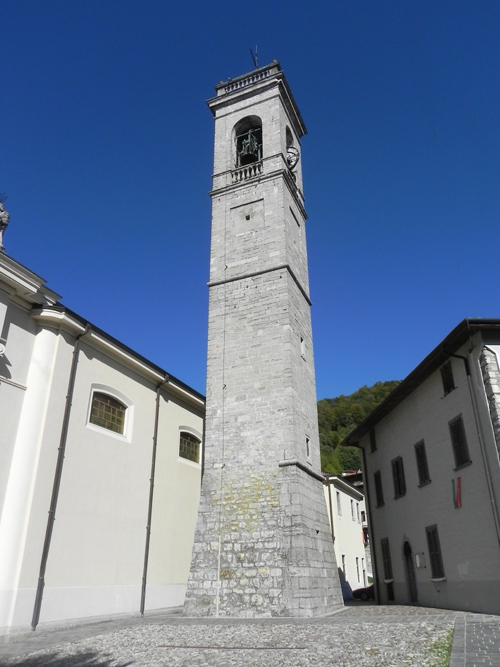
Il campanile

Il campanile della parrocchia di Gorno segue la stessa ciclica storia di demolizione e ricostruzione della parrocchia, anche se in date diverse.
Certo è che la prima parrocchia quattrocentesca disponesse di un campanile visto che viene segnalato in una nota di mons. Cesare Pionio Prevosto di San Lorenzo in Milano del 5 ottobre 1575, che nella dettagliata descrizione della prima parrocchia di Gorno scriverà:
Dopo queste segnalazioni si deciderà di abbatterlo e prima demolizione verrà deliberata nel 1595.
La sua ricostruzione incomincerà nel 1611 ma durerà più di novant'anni, visto che si hanno note di spese comunali finalizzate alla costruzione per tutto il Seicento e ancora nel 1711.
Già nel 1764 e nel 1789 il comune fa nota delle prime spese finalizzate alle riparazioni delle parti in rame che risultano danneggiate.
Successivamente, nel 1797 il campanile viene arricchito da 5 nuove campane, opere della ditta Francesco Prunesi di Grosio, mentre nel 1798 viene abbellito con una cupola di rame.
Il terreno sulla quale fu edificato il secondo campanile portò ad uno sprofondamento e di conseguenza ad una forte pendenza della torre che portò dapprima alla chiusura della parrocchia nel 1873 spostando le funzioni nella Chiesa della Madonna delle Grazie dopo la sua demolizione nel 1890.
Si cominciò subito la costruzione di quello che diventerà il campanile della parrocchia.
Sotto il progetto dell'ingegner Elia Fornoni e il capomastro Andrea Dolci si terminò rapidamente la nuova costruzione, inaugurata il 21 settembre 1891.
Nel 1956 venne rifuso il campanone principale, benedetto in data 7 agosto dal parroco don Severino Tiraboschi.

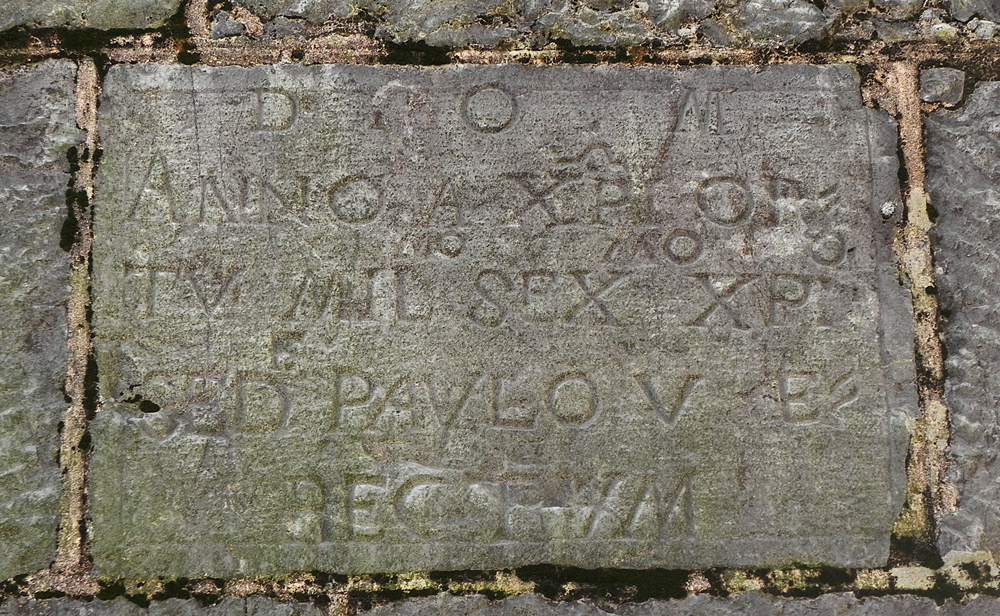
L'iscrizione che riporta la data della costruzione del campanile originario

Tuttora sul lato nord sono presenti le iscrizioni che indicano le costruzioni del nuovo campanile e di quello precedente.

### Le Campane
Riguardo alle campane in una delibera comunale del 29 giugno 1789 e successivamente del 13 ottobre 1789, si può leggere:
Nel 1797 viene quindi terminata la fusione delle nuove campane, con il posizionamento dell'ultima, la più grossa, comunemente chiamata campanone.
Alla fine degli anni trenta il campanone venne nuovamente rifuso, e non essendo la parrocchiale collegata da una strada carrozzabile, venne caricato su di una slitta e trasportato dagli abitanti fino alla sottostante frazione di Erdeno, dove venne poi caricato su un autocarro per esser portato in fonderia.

Durante la seconda guerra mondiale, nell'agosto del 1942, una disposizione ministeriale disponeva che tutte le campane venissero pesate per consegnare allo stato il 60%, avvenuto a Gorno nel 1943.
Un'ulteriore fusione del campanone avvenne nel 1956, con la benedizione della nuova campana il 7 agosto dello stesso anno.
Nel 1990 le campane vennero elettrificate, disponendole di tre programmazioni diverse: a slancio o a distesa, con i martelli per allegrezza o in concerto, aggiungendo anche numerose combinazioni di suonate.

L'ultimo intervento di manutenzione e controllo venne effettuato nel 2011.

### L'Orologio

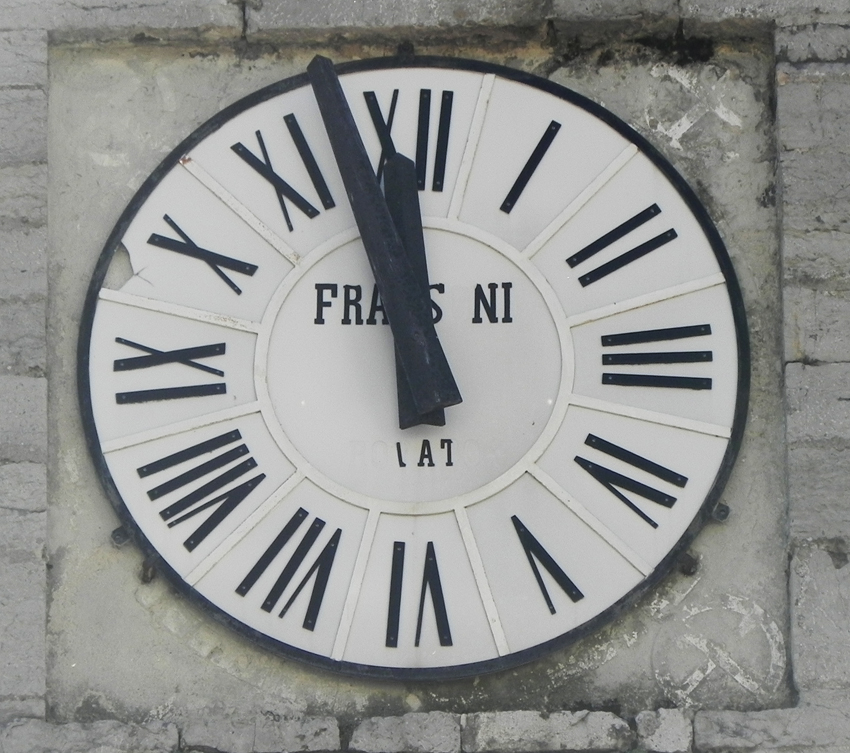
L'orologio del campanile

Si ha nota che nel 1774 venne dipinta una meridiana sulla facciata esterna della sagrestia, opera del sacerdote Gian Maria Epis di Oneta, ma che andrà poi distrutta con la seconda demolizione della parrocchia.
Non si ha precisa nota invece di quando il primo orologio venne collocato nella torre campanaria.
Si sa che nel 1832 era già presente, perché in una nota delle spese comunali di quell'anno viene segnata la spesa annua di 57,47 lire a Poli Giovan Battista come Regolatore dell'orologio.
Mentre in una nota di don Ceruti del 1858 si legge:
Con la demolizione del campanile andò distrutto anche il primo orologio.
Terminata la nuova torre campanaria nel 1891, il nuovo orologio venne collocato nel 1906, mentre il quadrante esterno per la lettura delle ore venne posizionato solo nel 1932.
Nel 1967 infine, sempre a spese del comune, venne installato un orologio comandato elettricamente e autonomamente.

## Celebrazioni
Oltre alle varie celebrazioni che scandiscono il calendario liturgico annuale, viene festeggiato San Martino nel giorno della sua festività, ovvero l'11 novembre.
Per l'occasione si addobbano le vie del paese e dopo la solenne messa si passa in processione per le strade della contrada Villassio con la statua del santo.